# Newcastle Breakers
Newcastle Breakers var en fotbollsklubb från Newcastle i Australien. Klubben spelade tidigare i den numera nerlagda nationella australiska proffsligan National Soccer League (NSL) mellan 1991 och 2000. Efter säsongen 1999/2000 lades klubben ner på grund av dålig ekonomi. Efter att klubben lagts ner bildades i dess ställe Newcastle United Jets FC, vilka idag spelar i A-League.